# Cyaniris beretava
Cyaniris beretava är en fjärilsart som beskrevs av Ribbe 1899. Cyaniris beretava ingår i släktet Cyaniris och familjen juvelvingar. Inga underarter finns listade i Catalogue of Life.